# Oshnaviyeh
Oshnaviyeh (persiska: اُشنویه), även Shno (kurdiska: شنۆ) eller Şino (kurdiska), är en stad i Västazarbaijan i nordvästra Iran. Folkmängden uppgår till cirka 40 000 invånare. Majoriteten av invånarna är kurder.[källa behövs] Staden ligger väster om Urmiasjön, cirka 1 300 meter över havet, och är omgiven av höga berg vilket gör klimatet milt även sommartid. Staden är administrativt centrum för delprovinsen (shahrestan) Oshnaviyeh.
Oshnaviyeh ligger i ett jordbruksområde och har vattenflöde från bergen året runt. De viktigaste jordbruksprodukterna är vete, rödbetor och frukter som äpplen och grapefrukt. Oshnaviyeh brukar kallas för "Staden av körsbär", på grund av att det finns stora körsbärsträdgårdar i staden.[källa behövs]
Oshnaviyeh ligger i sydvästra delen av provinsen Västazarbaijan och ses som en viktig transportstad, som förbinder provinshuvudstaden Urmia med staden Piranshahr (Tamrchins gränsmarknad och Haj Omran transitgräns) med ett avstånd på 72 kilometer.

## Historia
Oshnaviyeh är beläget i den iranska delen av Kurdistan och är en historisk plats från hurriternas och urartuarnas tid. Det är troligen samma stad som den forna staden Sugunia som attackerades av Shalmaneser III.[källa behövs] På berget Kelashin i Shno fanns förr i tiden en stor sten, som det stod skrift på flera språk på. Stenen flyttades till huvudstaden i Teheran och därifrån till den kurdiska staden Urmia.